# 新卡斯爾 (紐約州)
新卡斯爾（英語：New Cassel）是位於美國紐約州拿騷縣的普查規定居民點。

## 人口
根據2020年美國人口普查的數據，新卡斯爾的面積為3.87平方千米，皆為陸地。當地共有人口14199人，而人口密度為每平方千米3,668.99人。